# Perkebunan Sei Dadap I/Ii
Perkebunan Sei Dadap I/Ii is een bestuurslaag in het regentschap Asahan van de provincie Noord-Sumatra, Indonesië. Perkebunan Sei Dadap I/Ii telt 1821 inwoners (volkstelling 2010).